# Ngô Kiến Hào
Ngô Kiến Hào (sinh ngày 7 tháng 8 năm 1978) là nam diễn viên, ca sĩ, đạo diễn và nhà sản xuất người Mỹ gốc Hoa. Ngô Kiến Hào là cựu thành viên của nhóm nhạc thần tượng F4 Đài Loan.

## Tiểu sử
Ngô Kiến Hào sinh ra và lớn lên tại Santa Monica, California, Mỹ. Cha mẹ anh li dị từ rất sớm nên anh sống cùng với mẹ và hai người chị gái. Sau này mẹ anh tái hôn với 1 người gốc Thượng Hải và có thêm 2 người con, 1 trai 1 gái.
Năm 13 tuổi, anh bắt đầu có hứng thú với vũ đạo. Anh và bạn bè thường ngồi hàng giờ trước màn hình tivi xem và học nhảy từ băng video. Sau đó, anh đang ký tham dự 1 cuộc thi nhảy và giành giải nhì. Sau khi tốt nghiệp trung học, anh từng làm nhân viên trực điện thoại cho một công ty điện thoại đường dài trong vòng hai năm. Quá chán nản và mệt mỏi với công việc đó, anh quyết định trở về Đài Loan tìm cơ hội gia nhập làng giải trí vì niềm khát khao được biểu diễn
Chị gái của anh đã quay về Đài Loan trước và là thành viên của nhóm nhạc "Babes", đã ra mắt 2 album nhưng không thành công.

## Đời tư
Ngày 15 tháng 11 năm 2013, Ngô Kiến Hào kết hôn với bạn gái lâu năm là nữ tài phiệt Singapore Arissa Thạch Trinh Thiện ở Los Angeles.

## Sự nghiệp
Năm 2000, khi từ Mỹ trở về Đài Loan, anh đã tới 1 công ty đĩa hát tìm kiếm cơ hội. Anh đã mang một số đĩa ghi âm đến các phòng thu nhưng tất cả đều không có hồi âm và đã phải đến từng nơi để lấy lại các bản thu âm đó.
Trong thời gian này, anh cũng tham gia chương trình cuối tuần "Happy Sunday", cuộc thi MTV VJ Hunt. Khi đó anh thích để tóc dài giống như ngôi sao Trịnh Y Kiện nhưng sau đó quyết định cắt tóc. Chính tại 1 tiệm cắt tóc, anh đã gặp được nhà chế tác Sài Trí Bình đang tìm kiếm các diễn viên trẻ cho phim truyền hình nhiều tập "Lưu tinh hoa viên (Vườn sao băng)". Và anh đã trở thành người đầu tiên ký hợp đồng trong nhóm F4.